# اترنت گسترده

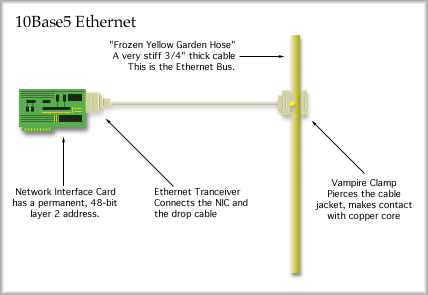
(شکل 1) 10BASE5 thick ethernet

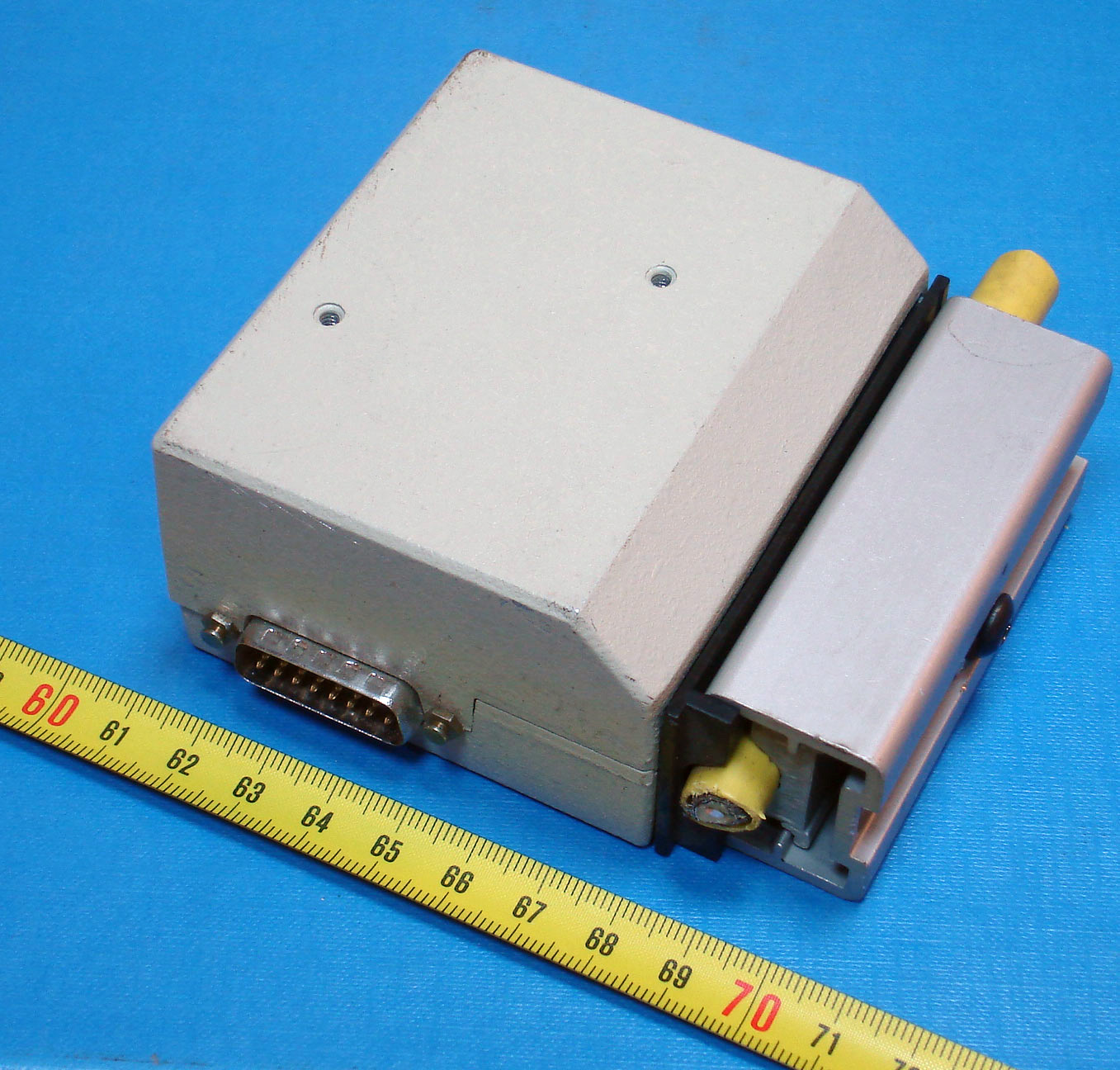
(شکل ۲) فرستنده - گیرنده 10Base10

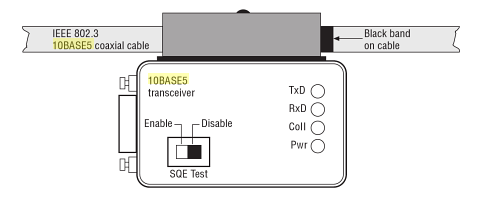
(شکل ۳) فرستنده - گیرنده 10Base5

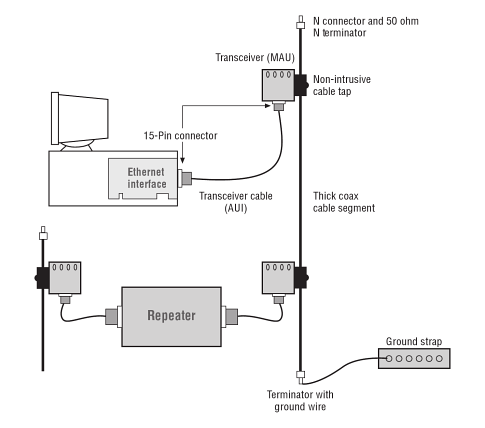
(شکل ۴) اتصال یک رایانه به سیستم 10Base5

اترنت گسترده (به انگلیسی: thick Ethernet) یا (به انگلیسی: thicknet) که با نام 10base5 نیز شناخته می‌شود اصلی‌ترین نوع تجاری موجود برای اترنت بوده‌است. برای بخش فیزیکی آن، از کابلهایی مشابه کابلهای کواکسیال RG-8/U اما با محافظ بافته اضافی استفاده شده‌است. این یک کابل سفت و محکم با قطر ۹٫۵ میلی‌متر و امپدانس ۵۰ اهم, دارای هادی مرکزی محکم، یک پرکننده عایق فوم شکل، محافظ و غلاف خارجی است. غلاف بیرونی اغلب از فوم زرد-نارنجی مایل به قهوه‌ای است که در واقع از ترکیبات فلوئوردار اتین پروپیلن (به منظور مقاوت در برابر آتش) تشکیل شده‌است و به همین علت به آن کابل زرد یا شلنگ نارنجی یا شلنگ یخ زده زرد باغ گفته می‌شود.

10Base5 به دلیل تقاضای شدید برای شبکه‌های سرعت بالا و قیمت پایین کابلهای Cat5, هم‌اکنون جایگزین شده‌اند.

## منشاء نام‌گذاری
کابل اولیه که برای شبکه‌های اترنت مورد استفاده قرار گرفت، یک کابل کواکسیال ۵۰ اهمی به نام 10base5 بود. بعدها کابل نازک تری به بازار آمد که 10Base2 نام گرفت. در این نامگذاری ۱۰ همان نرخ ارسال بیت شبکه اترنت یعنی 10Mbps است. Base در واقع بیان گر این حقیقت است که این کابل برای سیستم‌های Baseband مورد استفاده قرار گرفته و عدد آخر یعنی ۲ یا ۵ نشان می‌دهد که هر بخش (segment) با استفاده از این نوع سیم نمی‌تواند به ترتیب بیشتر از ۲۰۰ یا ۵۰۰ متر باشد. کابل‌های 10Base2 و 10Base5 با توجه به ضخامتشان به ترتیب Thinnet و Thicknet نیز نامیده می‌شوند.

بنابراین ویژگیهای 10Base5  به‌طور خلاصه عبارتند از:
- ارتباط Baseband
- سرعت انتقال ۱۰ مگابیت بر ثانیه
- حداکثر مسافت تا ۵۰۰ متر در هر سگمنت از شبکه

## طراحی شبکه
کابلهای کواکسیال 10Base5 دارای حداکثر ۵۰۰ متر در هر سگمنت شبکه می‌باشند. حداکثر تعداد گره‌های قابل اتصال به هر سگمنت 10Base5 برابر ۱۰۰ می‌باشد.

سگمنتها بایستی در هر انتها، توسط یک مقاومت بسته شوند. برای شبکه‌های اترنت مبتنی بر کابلهای کواکسیال، به هر انتهای کابل، یک مقاومت ۵۰ اهمی متصل می‌باشد. چنانچه بستن انتهای کابل فراموش گردد یا شکستگی در کابل رخ دهد سیگنال متناوب موجود در باس، منعکس شده و در صورت رسیدن به نقطه انتهای کابل، به ندرت از بین می‌رود. این انعکاس سیگنال از برخورد غیرقابل تشخیص بوده و لذا هیچ گونه ارتباطی در این حالت، امکان‌پذیر نخواهد بود.

برای اتصال رابط 10Base5 به کابل کواکسیال ضخیم، نیاز به یک فرستنده - گیرنده خارجی است. در شکل (۲) یک فرستنده-گیرنده بر روی کابل بسته شده‌است به طوریکه سر وسط آن با هسته داخلی تماس دارد. فرستنده- گیرنده حاوی مدارهایی است که تشخیص وضعیت حامل و برخورد را به عهده دارد. وقتی برخوردی تشخیص داده می‌شود فرستنده- گیرنده نیز سیگنال نامعتبر خاصی را روی کابل قرار داده تا مطمئن شود همه فرستنده- گیرنده دیگر نیز از رخ دادن برخورد با خبر شده‌اند.

## معایب
افزودن کامپیوترهای جدید به شبکه به دلیل نیازمند بودن به سوراخ کردن دقیق کابلها، عمل سختی است. همچنین کابل‌ها محکم و سفت بوده و خم کردن آن‌ها در گوشه‌ها، سخت است. یک ارتباط نامناسب می‌تواند تمام شبکه را مختل نماید و عیب یابی آن و پیدا نمودن محل عیب، نیز کار سختی است.